# Agésipolis Ier
Pour les articles homonymes, voir Agésipolis.
Agésipolis Ier  (en grec ancien Ἀγησίπολις / Agêsípolis) est roi des Lacédémoniens de 394 à 380 av. J.-C., membre de la famille des Agiades.
Il était le fils aîné du roi Pausanias Ier et lui succéda sur le trône, où il régna conjointement avec Agésilas II, de la famille des Eurypontides. En 385 av. J.-C. il prit Mantinée, en Argolide, et rasa la ville après l'avoir soumise à un dioecisme.
Son frère Cléombrote II lui succéda.